# 草加郵便局
草加郵便局（そうかゆうびんきょく）とは、埼玉県草加市にある郵便局。民営化前の分類では集配普通郵便局であった。

## 概要
住所：〒340-8799 埼玉県草加市栄町3-8-1
日本の郵便網が初めて全国に広がった明治5年7月1日に、草加宿四丁目に開設された草加郵便取扱所を前身とする、歴史ある郵便局である。

### 併設施設
- ゆうちょ銀行草加店（さいたま支店草加出張所）：取扱店番号030140

## 沿革
- 1872年8月4日（明治5年7月1日） - 草加郵便取扱所として開設[1]。
- 1875年（明治8年）1月1日 - 草加郵便局（五等）となる[1]。
- 1881年（明治14年）12月 - 為替・貯金取扱を開始[1]。
- 1888年（明治21年）4月30日 - 為替取扱を廃止[1]。
- 1890年（明治23年）7月16日 - 為替取扱を再開[1]。
- 1950年（昭和25年）11月16日 - 電気通信事務を、新設の草加電報電話局に移管[2]。
- 1956年（昭和31年）11月1日 - 電話通話および和文電報受付事務取扱を開始[3]。
- 1957年（昭和32年）11月16日 - 特定郵便局から普通郵便局に局種別改定。
- 1965年（昭和40年）11月29日 - 草加市氷川町から同市高砂町に移転。
- 1966年（昭和41年）10月1日 - 東武伊勢崎線を経由する鉄道郵便輸送（東京伊勢崎線）が廃止[4]。専用自動車に転換。
- 1980年（昭和55年）10月6日 - 草加市中央一丁目から同市栄町三丁目に移転する。
- 1994年（平成6年）7月1日 - 外国通貨の両替および旅行小切手の売買に関する業務取扱を開始。
- 2007年（平成19年）10月1日 - 民営化に伴い、併設された郵便事業草加支店、ゆうちょ銀行草加店に一部業務を移管。
- 2012年（平成24年）10月1日 - 日本郵便株式会社発足に伴い、郵便事業草加支店を草加郵便局に統合。

## 取扱内容

### 草加郵便局
- 郵便、印紙、ゆうパック、内容証明
- 生命保険、バイク自賠責保険、自動車保険、がん保険、引受条件緩和型医療保険
- 草加市及び八潮市内の集配業務
- ゆうゆう窓口

### ゆうちょ銀行草加店
- 貯金、貸付、為替、振替、振込、国際送金、外貨両替、トラベラーズチェック、国債、投資信託、変額年金保険
- ATM

## 周辺
- 草加市文化会館
- 草加市民体育館
- 草加市立中央図書館
- 松原団地
- 獨協大学
- 国道298号
- 東京都道・埼玉県道49号足立越谷線
- 綾瀬川

## アクセス
- 東武伊勢崎線 獨協大学前駅（東口）から徒歩約6分
- 東武バス 獨協大学前駅東口停留所、もしくは草加車庫停留所下車
- 東京外環自動車道 草加ICから東へ約2km
- 駐車場あり：6台